# IC 1857
IC 1857 — галактика типу Sbc (компактна витягнута спіральна галактика) у сузір'ї Овен.
Цей об'єкт міститься в оригінальній редакції індексного каталогу.